# Wolseley 6/90
La Wolseley 6/90 est une automobile fabriquée par le constructeur britannique Wolseley Motors, entre 1954 et 1959. Dévoilée lors du vernissage du Salon automobile britannique en octobre 1954, cette limousine vint supplanter la 6/80 en tant que modèle pinnule de la marque. Elle arborait, en lettres chromées, l’appellation « Six-Ninety » sur son avant-train, tandis que l’emblème « 6/90 » figurait sur le panneau arrière.
La Morris Six 6/80, sobre produit de l’immédiat après-guerre, partageait l’essentiel de sa mécanique avec la Morris Six, à l’exception de sa calandre et de son aménagement intérieur. Quant à la 6/90, elle reprenait les formes italianisantes de la Riley Pathfinder, lancée l’année précédente, mais – les Wolseley de grande taille étant toutes dotées de moteurs six-cylindres – sans hériter du traditionnel quatre-cylindres sportif de la marque Riley ni de sa suspension. Ces modèles Morris, Riley et Wolseley furent tous conçus sous l’égide de la Nuffield Organization avant sa fusion avec Austin, donnant naissance à la British Motor Corporation (BMC). Ces trois marques s’impliquèrent par la suite activement dans la politique de « rebadgage » au sein du groupe BMC.
La Pathfinder et la 6/90 figuraient parmi les modèles emblématiques de la marque Nuffield. La Wolseley fut dotée du nouveau moteur BMC Série C, un six-cylindres en ligne développant 95 ch (71 kW), accouplé à une boîte de vitesses manuelle à quatre rapports. Contrairement au Pathfinder, qui bénéficiait d’une suspension arrière plus élaborée, la 6/90 en était dépourvue, bien que certaines variantes aient pu recevoir des aménagements empruntés à Riley, tels qu’un sélecteur de vitesses à droite, disposé au plancher.
L'habitacle était équipé d'un tableau de bord en Formica strié de gris, agrémenté d'une vaste grille de haut-parleur centrale, chromée et évoquant par sa forme un coupe-fromage. Le frein à main, actionné par une commandette, était disposé sous le tablier, à proximité immédiate de la colonne de direction, tandis que le sélecteur de vitesses, monté sur colonne, faisait face à un commutateur rotatif. Les sièges avant, capitonnés de cuir, étaient disposés en position rapprochée, et la banquette arrière comportait un accotoir central rabattable.
Au total, la production de la série I s’éleva à 5 776 unités avant que ne débute, en 1957, celle de la série II 6/90. 
En 1955, le périodique The Motor procéda à l’essai d’une automobile 6/90, dont les performances furent ainsi consignées : une vélocité maximale de 154 km/h et une accélération de 0 à 97 km/h en 17,3 secondes. Sa frugalité se chiffra à 13,1 L/100 km. Le véhicule, soumis à l’impôt, fut acquis pour la somme de 1 063 livres sterling.
Cet épisode conduisit également au renvoi de son concepteur, Gerald Palmer, ordonné par Leonard Lord, alors à la tête de BMC, au profit d’Alec Issigonis. 

## Série II
La série II 6/90, lancée en 1957, se distinguait par son essieu arrière à ressorts à lames, un tableau de bord en noyer d’une facture plus classique, ainsi qu’un levier de vitesses fixé au plancher — placé, singularité notable, à droite sur les modèles à conduite à droite. L’overdrive et la transmission automatique figuraient parmi les options disponibles.
Produite durant une brève période de huit mois, la Série II fut supplantée par la Série III dès 1958, après une fabrication limitée à 1 024 unités.

## Série III

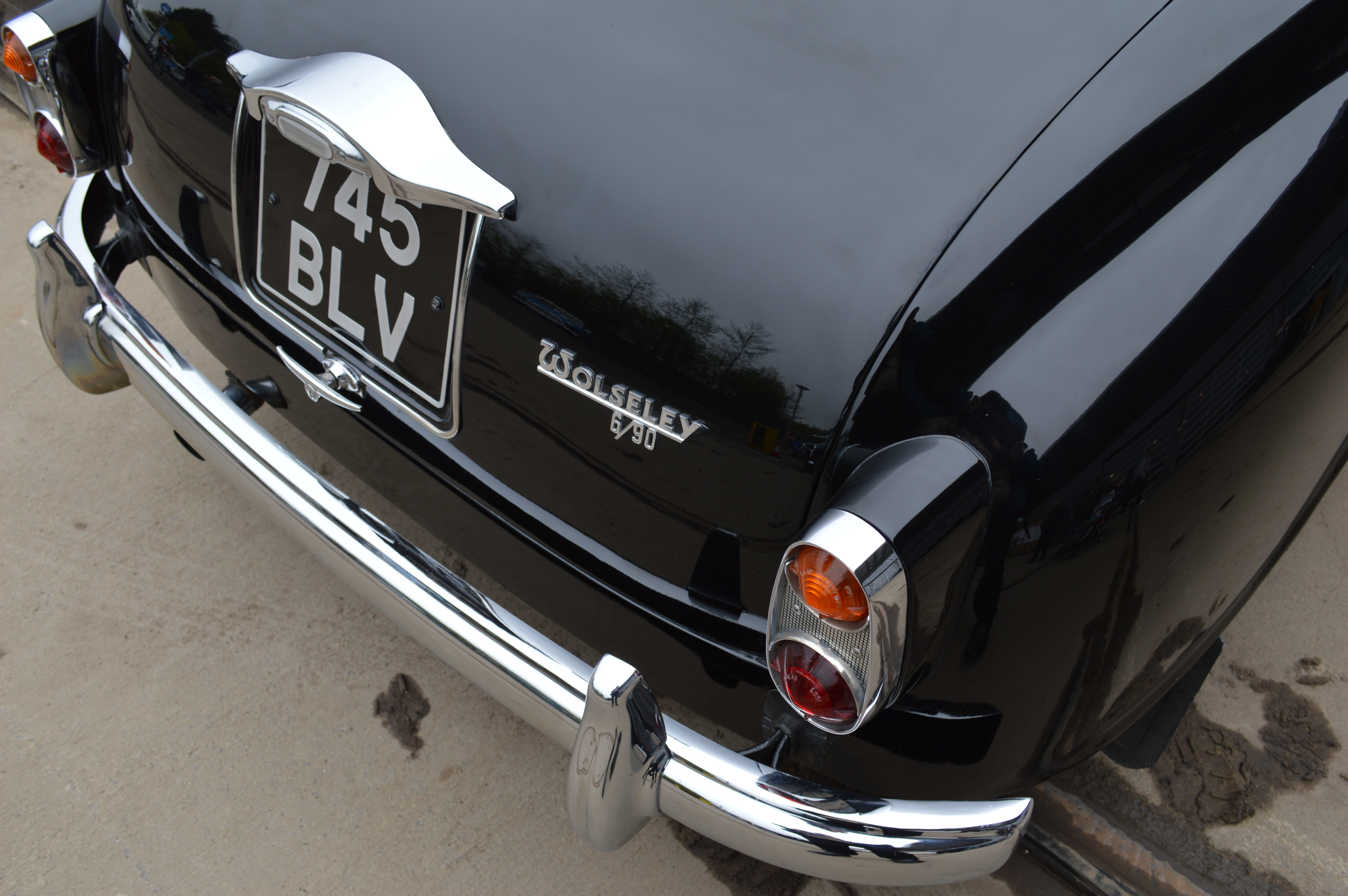
Arrière de la voiture immatriculée en mars 1959

La Série III bénéficiait d’un système de freinage à assistance renforcée et d’une lunette arrière de dimensions accrues. Ce modèle fut également proposé, sous une marque distincte, en substitution du Riley Pathfinder, donnant naissance à l’éphémère Two-Point-Six. La production totale de la Série III atteignit 5 052 unités.
Entre 1954 et 1959, la Wolseley 6/90 constitua l’unique modèle automobile à arborer l’emblématique calandre lumineuse, distinctif héraldique de la marque Wolseley.
La fabrication de la 6/90 s’éteignit en 1959, supplantée par la 6/99, dont la carrosserie fut dessinée par le célèbre atelier Pininfarina.
Jusqu’aux années 1960, le véhicule policier emblématique du Royaume-Uni était une Wolseley 6/90 de teinte noire, dotée d’une sonnette Winkworth en cuivre fixée à l’avant du pare-chocs.

## Caractéristiques
- De cylindrée 2,6 litres (2 639 cm³), ce propulseur à six cylindres en ligne (C I6) de conception sérielle développe une puissance de 95 ch (71 kW)

## Jouets
Un modèle du 6/90 a été produit par Lansdowne en 2007.